# Zosterop del Japó
El zosterop del Japó (Zosterops japonicus) és un ocell de la família dels zosteròpids (Zosteropidae).

## Hàbitat i distribució
Habita boscos, terres de conreu i matolls de les terres baixes fins als 3050 m, a l'illa de Sakhalín, Japó, illes properes a la Península de Corea, des de l'illa d'Izu cap al sud fins les illes Volcano, illes Ryukyu i Borodino. Illes Ternate, Tidore, Bacan i Seram. Zones de muntanya de Sumatra, Java, Bali, illes Petites de la Sonda, Sulawesi i Moluques meridionals. A les illes Filipines: Palawan, Luzon, Mindanao, Negros i Mindoro.

## Taxonomia
Ha estat considerat coespecífic de Zosterops simplex. Actualment es consideren espècies diferents, arran els treballs de Lim et al. 2018..

Les poblacions de les illes de la Sonda, Filipines i Moluques, són assignades pel Handbook of the Birds of the World, a una espècie diferent:
- Zosterops montanus - zosterop muntanyenc.